# Stora Björsbergstjärnen
Stora Björsbergstjärnen är en sjö i Nora kommun i Västmanland och ingår i Norrströms huvudavrinningsområde. Sjön har en area på 0,0612 kvadratkilometer och ligger 190,4 meter över havet.

## Delavrinningsområde
Stora Björsbergstjärnen ingår i det delavrinningsområde (659113-144188) som SMHI kallar för Utloppet av Älvlången. Medelhöjden är 175 meter över havet och ytan är 34,62 kvadratkilometer. Det finns ett avrinningsområde uppströms, och räknas det in blir den ackumulerade arean 46,91 kvadratkilometer. Hagbyån som avvattnar avrinningsområdet har biflödesordning 4, vilket innebär att vattnet flödar genom totalt 4 vattendrag innan det når havet efter 241 kilometer. Avrinningsområdet består mestadels av skog (75 procent). Avrinningsområdet har 3,44 kvadratkilometer vattenytor vilket ger det en sjöprocent på 9,9 procent.